# غبادو
غبادو هي إلهة في أساطير داهومي، شعب الفون، الذين يقيمون الآن في بنين ونيجيريا وتوغو. هي إحدى بنات ماو ليسا، وهي تحمل الذكورة والأنوثة معًا، تمامًا مثل والديها، على الرغم من الإشارة إليها في الغالب بضمائر مؤنثة. توصف غبادو بأنها النظير الأنثوي لفا Fa.
وفقًا لبعض الروايات، تعتبر غبادو إلهة القدر في أساطير داهومي. ترتبط أساطيرها ارتباطًا وثيقًا بتقاليد العرافة إفا، ووفقًا لفولكلور داهوميي، كان نسلها مسؤولين عن تعليم ونشر هذه الممارسة بين البشر.